# Батак (община)
Вижте пояснителната страница за други значения на Батак.
Община Батак се намира в Южна България и е една от съставните общини на Област Пазарджик.

## География

### Географско положение, граници, големина
Общината е разположена в югоизточната част на Област Пазарджик. С площта си от 677,310 km2 е най-голямата сред 12-те общините на областта, което съставлява 15,12% от територията на областта. Границите ѝ са следните:
- на югозапад – община Сърница;
- на северозапад – община Велинград и община Ракитово;
- на север – община Пещера и община Брацигово;
- на изток – община Девин, Област Смолян;
- на югоизток – община Борино, Област Смолян;
- на юг – община Доспат, Област Смолян.

### Природни ресурси[1].

#### Релеф
Релефът на общината е високо и средно планински, като територията ѝ изцяло попада в пределите на Западните Родопи.
Близо 90% от площта на община Батак се заема от мощния и втори по височина дял на Западните Родопи – Баташка планина. Тя се простира като голяма изпъкнала на юг дъга от югозапад на североизток през общината. От своя страна Баташка планина се поделя на три части, от които средната изцяло попада в пределите на общината, а останалите две – частично. На югозапад се простира най-високият дял на планината – Сюткя с връх Малка Сюткя (2078 m), разположен на границата с община Велинград (Най-високият връх на този дял Голяма Сюткя 2186 m е извън пределите на общината). В средата на Баташка планина се издига Баташкия (Снежински) рид. В него на около 7 km южно от град Батак се извисява най-високата точка на общината – връх Баташки снежник (2082 m), шестия по височина връх в Родопите. На североизток от Баташкия рид се простира най-ниската част на Баташка планина – рида Равногор. В пределите на общината попадат неговите крайни южни и югозападни части, които са най-високи – връх Санджак (1878 m).
Северно от Баташка планина се намира обширната (39 km2) Баташка котловина, дъното на която е заето от водите на язовир Батак. Нейната надморска височина е от 1050 до 1100 m.
Между котловината на запад и долината на Стара река на изток и юг в пределите на община Батак се простират крайните югоизточни части на планината Къркария. Тук нейната максимална височина – връх Еледжик (1416 m) се извисява северно от град Батак.
Между долината на Девинска река на север и изток, Доспатския проход на запад и границата с Област Смолян в пределите на общината се попадат северозападните части на Девинска планина. Нейният първенец връх Пчеларица (1688,5 m) се издига южно от язовир Широка поляна.
Крайните югозападни територия на общината, на запад от Доспатския проход и на юг от язовир Голям Беглик са заети от малък участък на Велийшко-Виденишкия дял на Западните Родопи.
Най-ниската точка на община Батак се намира в най-североизточната ѝ част – водното огледало на язовир Въча – 539 m н.в. (кота преливник).

#### Води
Община Батак е изключително богата на повърхностни и подземни води. Територията ѝ попада в пределите на два големи водосборни басейна – на река Марица и на река Места. Към водосборния басейн на Марица принадлежат над 95% от площта ѝ се отводнява чрез реките Мътница, Стара река, Девинска река и Гашня:
- река Мътница (десен приток на Чепинска река) отводнява крайните северни части на общината чрез големия язовир Батак и множеството малки реки вливащи се в него;
- Стара река (десен приток на Марица) отводнява североизточните части на общината. Тя извира от западното подножие на връх Баташки снежник, преминава през общинския център, навлиза в дълбока проломна долина и напуска пределите на общината;
- Девинска река (ляв приток на Въча) отводнява близо половината от територията на община Батак. Тя води началото си от източното подножие на връх Малка Сюткя, преминава чрез широка долина през местността Беглика, след което навлиза в дълбока каноновидна долина и в началото на долното си течение напуска общината.
- река Гашня (ляв приток на Въча) води началото си от източното подножие на Баташки снежник, протича през общината с горното и част от средното си течение и отводнява нейната източна част.

В крайния юг на община Батак протича горното течение на Сърнена река (Караджадере), която е ляв приток на река Доспат, която от своя страна е ляв приток на река Места.
Водите на всичките тези реки плюс още 150 по-малки реки, рекички и потоци са включени т.н. Баташки водносилов път с водосборната му зона от 761 km2. Те пълнят седем язовира и движат три електростанции с обща мощност 220 000 киловата. На север от град Батак се намира язовир Батак, който събира 315 млн. m3 вода, дълъг е 17 km и е широк 4 km. На територията на общината са изградени още два големи Голям Беглик и язовир Широка поляна и четири по-малки язовира – Беглика, Тошков чарк, Дженевра и Блатото. Общият капацитет на язовирите е 8355 млн. m3.

#### Климат
Климатът в района е умерено континентален. В ниския пояс (до 1000 m) е преходно континентален, а в планинския и високопланинския пояс има планински характер. Средната годишна температура е 13 – 15ºС, годишната температурна амплитуда е 20.1ºС. Зимата в Батак не е студена. Средната януарска температура е от 3 до 5ºС. През пролетта и есента мъглите се стичат в пролома на Стара река, а в града грее слънце. Лятото е прохладно. В района преобладават северните и североизточните ветрове със средна скорост 1.2 m/sec. Годишната сума на валежите е 685 mm/m2, което налага рационалното използване на съществуващите водни запаси. През зимата падат големи снегове – до 65 см в града и 150 см в планината. Снегът се задържа от 2 до 5 месеца.

#### Почви
Почвената покривка в района на община Батак е представена от алувиални, торфено-блатни и ливадни почви. Високопланинската част е заета предимно от канелени горски, светлокафяви и тъмнокафяви горски почви и планинско-ливадни почви, които дават възможност за пасищно животновъдство и отглеждане на картофи.

#### Флора и фауна
Природните дадености, богатството и разнообразието на горски масиви са предпоставка за съществуването на добри дивечови запаси – елени, сърни, глигани, диви кози, мечки, вълци, лисици. От дребните бозайници се срещат зайци, таралежи, катерици, от пернатите – глухари, гълъби, врани, яребици, дроздове, а около водните площи – диви патици и гъски.

## Население

### Етнически състав (2011)
Численост и дял на етническите групи според преброяването на населението през 2011 г.:
|                     | Численост | Дял (в %) |
| Общо                | 6144      | 100,00    |
| Българи             | 3285      | 53,47     |
| Турци               | 2 356     | 38,35     |
| Цигани              | 211       | 3,43      |
| Други               | 9         | 0,15      |
| Не се самоопределят | 13        | 0,21      |
| Неотговорили        | 270       | 4,39      |

### Населени места
общината има 3 населени места с общо население от 4869 жители към 7 септември 2021 г.
| Населено място | Население (2021 г.) | Площ на землището km2 | Забележка (старо име)         | Населено място | Население (2021 г.) | Площ на землището km2 | Забележка (старо име)           |
| -------------- | ------------------- | --------------------- | ----------------------------- | -------------- | ------------------- | --------------------- | ------------------------------- |
| Батак          | 2706                | 461,105               | 2-рото по големина з-ще в Б-я | Фотиново       | 441                 | 169,037               | Фотин                           |
| Нова махала    | 1722                | 47,168                |                               | ОБЩО           | 4869                | 677,310               | няма населени места без землища |

## Административно-териториални промени
- МЗ № 3775/обн. 7 декември 1934 г. – преименува с. Фотен на с. Фотиново;
- Указ № 546/обн. 15 септември 1964 г. – признава с. Батак за гр. Батак.

## Транспорт
През общината преминават частично 3 пътя от Републиканската пътна мрежа на България с обща дължина 63,9 km:
- участък от 45,8 km от Републикански път II-37 (от km 158,2 до km 204,0);
- началният участък от 5 km от Републикански път III-376 (от km 0 до km 5,0);
- последният участък от 13,1 km от Републикански път III-377 (от km 30,8 до km 43,9).

## Топографска карта
- Лист от карта K-35-61. Мащаб: 1 : 100 000.
- Лист от карта K-35-73. Мащаб: 1 : 100 000.